# Karl Hoschna

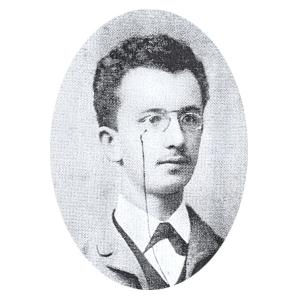
Karl Ludwid por perto de 1900

 Karl Hoschna (1876–1911) foi um compositor nascido na Boêmia, da época Tin Pan Alley, uma grande era .de compositores de Nova Iorque. Suas músicas eram "Cuddle up a Little Closer, Lovey Mine", "Every Little Movement" e a música "Yama Yama", umas das séries de sucessos dos cantores e músicos da Broadway.
Hoschna nasceu em 16 de agosto de 1876 em Kuschwarda, Boêmia, e foi educado na Áustria, no Conservatório de Música de Viena, com especialização em oboé. Ele se formou com louvor e tornou-se oboísta na banda do exército austríaco. Ele emigrou para os Estados Unidos em 1896 e ingressou na orquestra de Victor Herbert como solista de oboé.
Hoschna casou-se com Hettie Hug; eles tiveram três filhas.
Hoschna abandonou o oboé porque acreditava que a vibração da palheta dupla do oboé estava afetando sua mente, e tornou-se copista da Witmark Music Publishing Co., onde selecionou músicas para publicação e foi arranjador.

## Discografia
- 1905: Belle of the West
- 1905: The Daughter of the Desert
- 1907: The Girl from Broadway
- 1908: Three Twins, qual oferecia Bessie McCoy ("The Yama Yama Girl") com sua música de assinatura "The Yama Yama Man", e introduzido Cuddle Up A Little Closer.
- 1908: Prince Humbug
- 1909: The Silver Star
- 1910: Katy Did
- 1910: Bright Eyes
- 1910: The Echo, incorporada a música de Hoschna "I Don't Want to Be a Soldier Boy"
- 1910: Madame Sherry, qual Every Little Movement foi introduzido.
- 1910: Get-Rich-Quick Wallingford (qual o compositor principal foi George M. Cohan; Hoschna foi apresentado pela seleção de Madame Sherry)
- 1911: Jumping Jupiter
- 1911: Dr. De Luxe
- 1911: The Girl of My Dreams
- 1912: The Wall Street Girl

### Músicas Populares
- - "Bright Eyes"
  - "Cuddle Up a Little Closer"
  - "Girl of My Dreams"
  - "Yama Yama Man"
  - "Every Little Movement"
  - "The Mood You're In"